# پنیر گلاستر

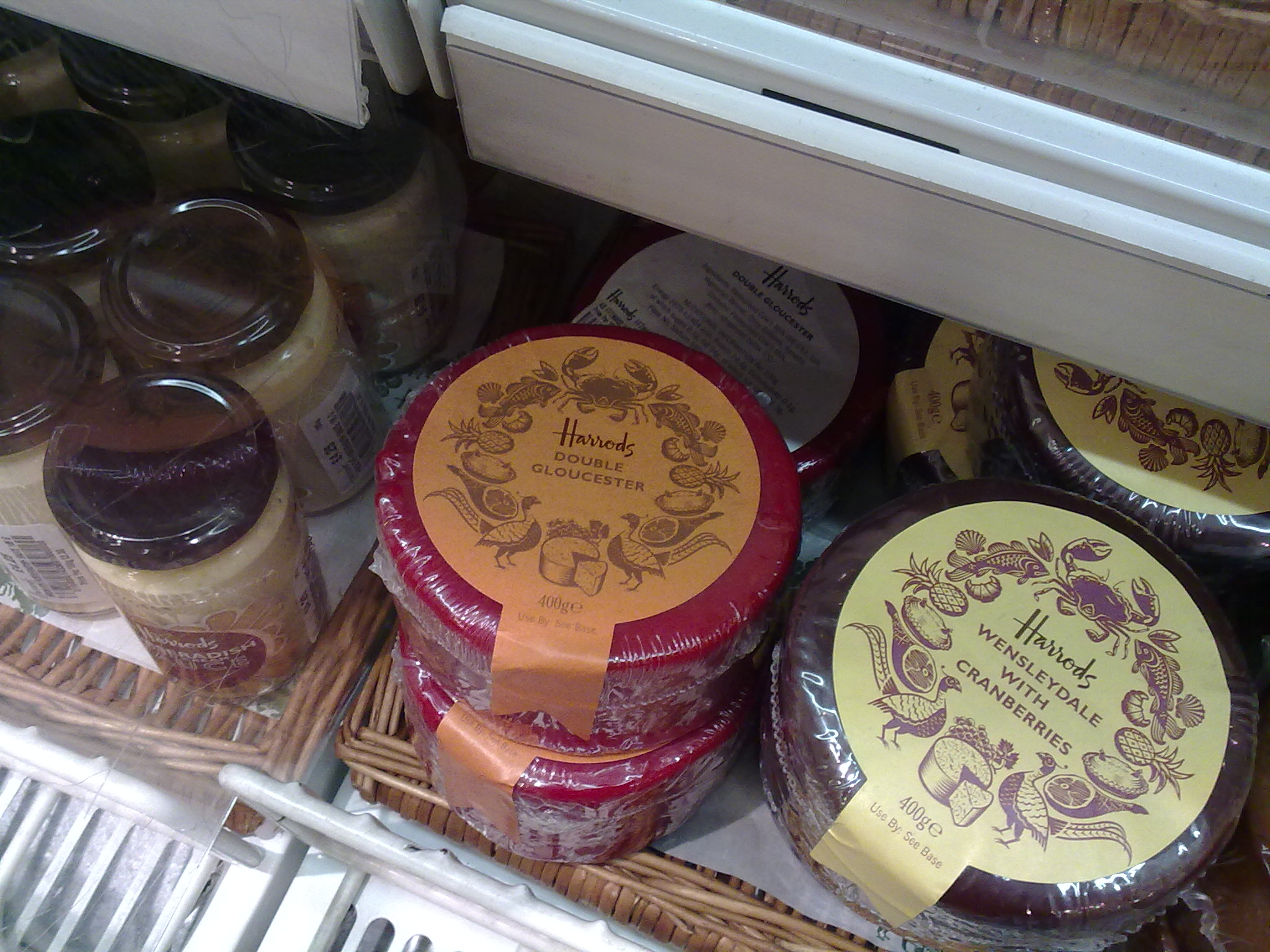
پنیر دابل گلاستر

پنیر گلاستر یا دابل گلاستر (به انگلیسی: Gloucester cheese یا Double Gloucester) نام نوعی پنیر سفت انگلیسی است که نارنجی‌رنگ بوده و طعمی ملایم دارد. برای ساخت آن دو نوع شیر صبحگاهی و شامگاهی را در هم می‌آمیزند. این پنیر نخستین بار در گلاسترشر در جنوب غربی انگلستان تولید شده است و به‌همین سبب آن را گلاستر می‌نامند.

## انواع پنیر گلاستر
پنیر گلاستر دو نوع دابل و سینگل دارد که هردو به طور سنتی از شیر گاوهای گلاستر تولید می‌شوند. شکل قالب آن‌ها معمولاً گرد است. قالب‌های نوع دابل گلاستر که طرفداران بیشتری نیز دارد، ۳٫۶ تا ۸ کیلوگرم وزن دارند. وزن قالب‌های نوع دیگر به طور میانگین ۳ تا ۵٫۵ کیلوگرم است. نوع دابل طعم قوی‌تری نیز دارد.